# グロニャルド
グロニャルド（伊: Grognardo）は、イタリア共和国ピエモンテ州アレッサンドリア県にある、人口約200人の基礎自治体（コムーネ）。

## 地理

### 位置・広がり
| 隣接するコムーネは以下の通り。 - アックイ・テルメ - カヴァトーレ - モルベッロ - ポンツォーネ - ヴィゾーネ |

### 地震分類
イタリアの地震リスク階級 (it) では、3 に分類される
。

## 行政

### 分離集落
グロニャルドには、以下の分離集落（フラツィオーネ）がある。
- Benzi, Galletto, Poggio, Ronchi, Oviè